# منتخب أوكرانيا لكرة الطائرة للسيدات
منتخب أوكرانيا الوطني لكرة الطائرة للسيدات (بالأوكرانية: Жіноча збірна України з волейболу)‏ هو ممثل أوكرانيا الرسمي في المنافسات الدولية في كرة طائرة في فئة كرة الطائرة للسيدات.